# 오스트레일리아 국립 대학교 FC
오스트레일리아 국립 대학교 FC(Australian National University Football Club)는 오스트레일리아 수도 준주 액턴에 캔버라에 위치한 오스트레일리아 국립 대학교를 대표하는 오스트레일리아의 아마추어 축구단이다. 1962년에 설립된 이 구단은 재학생과 졸업생을 모두 포함하고 있으며, 현재 ACT 내셔널 프리미어리그 2에 소속되어 있다.

## 역사

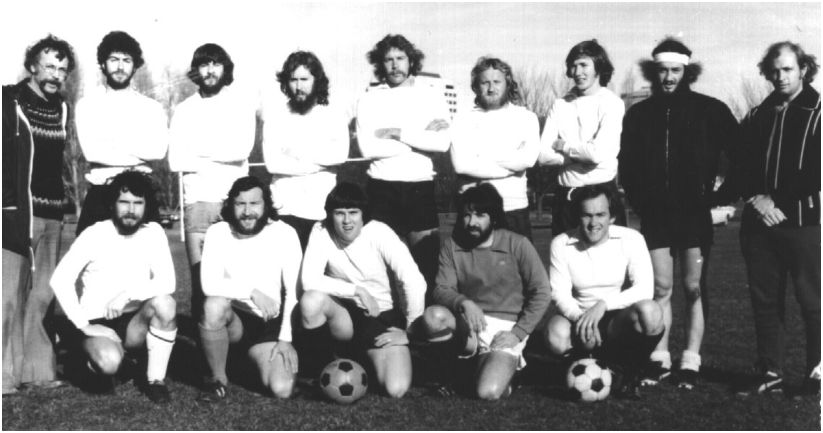

1962년, 오스트레일리아 국립 대학교에서 현재 및 이전 학생과 교직원에게 축구를 뛸 수 있는 기회를 제공하기 위해 설립되었다.

## 같이 보기
- 오스트레일리아 국립 대학교